# アレックス・ブレサ
アレハンドロ・"アレックス"・ブレサ・ピナ（Alejandro "Alex" Blesa Pina、2002年1月15日 - ）は、スペイン・バレンシア出身のサッカー選手。レバンテUD所属。ポジションはミッドフィールダー。

## クラブ経歴
バレンシアに生まれ、レバンテUDの下部組織で育成された。2018年8月、レバンテと2022年までの自身初となるプロ契約を結んだ。
2018年8月26日、セグンダ・ディビシオンBのCDテルエル戦でリザーブチームデビューを飾り、同年9月8日のUEオロト戦で初ゴールを挙げた。
2020年7月19日、ヘタフェCFとの一戦でトップチームデビューを果たした。